# Ľubovec
Ľubovec (węg. Lubóc) – wieś (obec) na Słowacji w powiecie Preszów w kraju preszowskim.
Wieś po raz pierwszy była wzmiankowana w 1337 roku. Połączyła się ze wsią Ruské Pekľany.